# Os Mutantes
Az 1968-as Os Mutantes a Mutantes nagylemeze. A zenéjét hagyományos brazil zenei stílusok, továbbá amerikai és brit zenekarok inspirálták. A lemezen sok sláger található, például a Panis et circenses, Baby és Ave, Gengis Khan. A Rolling Stone magazin Minden idők 100 legjobb brazil albuma listáján a 9. lett. Szerepel az 1001 lemez, amit hallanod kell, mielőtt meghalsz című könyvben.

## Az album dalai
|     | Cím                                        | Szerző(k)                               | Hossz |
| --- | ------------------------------------------ | --------------------------------------- | ----- |
| 1.  | Panis et circenses                         | Gilberto Gil, Caetano Veloso            | 3:40  |
| 2.  | A minha menina                             | Jorge Ben                               | 4:45  |
| 3.  | O relógio                                  | Mutantes                                | 3:31  |
| 4.  | Adeus, Maria Fulô                          | Sivuca, Humberto Teixeira               | 3:06  |
| 5.  | Baby                                       | Caetano Veloso                          | 3:02  |
| 6.  | Senhor F                                   | Mutantes                                | 2:35  |
| 7.  | Bat macumba                                | Gilberto Gil, Caetano Veloso            | 3:10  |
| 8.  | Le premier bonheur du jour                 | Jean Gaston Renard, Frank Gerald        | 3:39  |
| 9.  | Trem fantasma                              | Caetano Veloso, Mutantes                | 3:18  |
| 10. | Tempo no tempo (Once was a time I thought) | John Philips; portugál verzió: Mutantes | 1:48  |
| 11. | Ave, Gengis Khan                           | Rita Lee, Arnaldo Baptista, Sérgio Dias | 3:51  |

## Közreműködők
- Rogério Duprat – hangszerelés

### Mutantes
- Arnaldo Baptista – ének, billentyű és basszusgitár
- Cláudio César Dias Baptista - CCDB – különböző hangszerek
- Rita Lee – ének, furulya, autoharp és ütőhangszerek
- Sérgio Dias – ének és gitárok

### További zenészek
- Dirceu – dobok
- Jorge Ben – ének és akusztikus gitár (az A minha menina dalon)
- Dr. César Baptista – ének (az Ave, Gengis Khan-on)